# Seýdi
Seýdi est une ville du Turkménistan, capitale du district de Seýdi, dans la province de Lebap.